# Weather Report (1982년 음반)
| 전문가 평가                          | 전문가 평가 |
| 평가 점수                            | 평가 점수   |
| 출처                                 | 점수        |
| ------------------------------------ | ----------- |
| Allmusic                             | [ 1 ]       |
| The Rolling Stone Jazz Record Guide  | [ 2 ]       |
| The Penguin Guide to Jazz Recordings | [ 3 ]       |

《Weather Report》는 1982년 1월에 발매된 미국의 재즈 퓨전 밴드 웨더 리포트의 열 번째 스튜디오 음반이다. 이 밴드의 첫 음반은 또한 자체 타이틀로 되어 있어 발매와 동시에 소비자와 소매상들 사이에 혼란을 야기한다. 이 음반은 리듬 섹션에서 베이시스트 자코 파스토리우스와 드러머 피터 어스킨이 참여한 마지막 음반이다.

## 배경
이 음반은 밴드의 사운드에서 훨씬 더 지배적인 위치를 차지하고 있던 조 자비눌의 합성 오케스트레이션을 점점 더 많이 사용하는 것이 특징이다. 자비눌은 이제 쿼드라 신시사이저의 베이스라인을 자주 더블링하고 있었는데, 이는 자비눌의 전자 빅 밴드 사운드에 대해 의구심을 가진 자코 파스토리우스를 짜증나게 하고 소외시켰다.
이 음반의 대부분은 자비눌이 작곡했으며, 웨인 쇼터 곡 하나와 그룹 잼에서 조립된 집합적인 곡 하나를 제외하고는 대부분이 작곡했고, 이 음반의 중심 곡은 3부 〈N.Y.C.〉이다. 3악장은 《41st Parallel》로 시작해 어스킨 특유의 드럼 터치를 뽐낸다. 두 번째 악장인 《The Dance》는 좀 더 전통적인 스윙 느낌이지만, 자비눌의 신시사이저 오케스트레이션이 위에 무겁게 깔려 있다. 마지막 악장인 《Crazy About Jazz》는 진심 어린 결말이다.

## 곡 목록
| #  | 제목                                                  | 작곡                                                               | 재생 시간 |
| -- | ----------------------------------------------------- | ------------------------------------------------------------------ | --------- |
| 1. | 〈Volcano for Hire〉                                  | 조 자비눌                                                          | 5:25      |
| 2. | 〈Current Affairs〉                                   | 자비눌                                                             | 5:54      |
| 3. | 〈N.Y.C. (41st Parallel/The Dance/Crazy About Jazz)〉 | 자비눌                                                             | 10:11     |
| 4. | 〈Dara Factor One〉                                   | 자비눌                                                             | 5:25      |
| 5. | 〈When It Was Now〉                                   | 웨인 쇼터                                                          | 4:45      |
| 6. | 〈Speechless〉                                        | 자비눌                                                             | 5:58      |
| 7. | 〈Dara Factor Two〉                                   | 자비눌, 쇼터, 자코 파스토리우스, 피터 어스킨, 로버트 토머스 주니어 | 4:27      |